# White House Down
Ne doit pas être confondu avec La Chute de la Maison-Blanche.
Pour plus de détails, voir Fiche technique et Distribution.
White House Down, ou Maison-Blanche en péril au Québec, est un film d'action américain coproduit et réalisé par Roland Emmerich sorti en 2013.
Le film suit John Cale, candidat au Service Secret qui profite de son entretien d'embauche pour faire visiter la Maison-Blanche à sa fille Emily, dont il veut se rapprocher et qui est passionnée de ce lieu. John est finalement recalé et celle qui lui refuse le poste est une ancienne amie qui lui reproche son manque d'assiduité lorsqu'ils étaient étudiants. Emily, elle, vit un véritable rêve en parvenant à interviewer le président des États-Unis James Sawyer pour sa chaîne YouTube. Peu après, un groupe paramilitaire fait un attentat suivi d'une prise d'otages. Le chef de l'opération n'est autre que Martin Walker, le chef de la Sécurité du président des États-Unis qui abat les gardes du corps de celui-ci. Alors qu'Emily se retrouve parmi les otages, John tente d'amener le président en lieu sûr et de neutraliser les terroristes.

## Synopsis
Le président américain James Sawyer fait une proposition controversée de retirer les forces militaires du Moyen-Orient. Le vétéran divorcé John Cale travaille comme officier de police du Capitole affecté au président de la Chambre Eli Raphelson, dont il a sauvé le neveu alors qu'il servait en Afghanistan. Cale espère impressionner sa fille Emily en postulant pour les services secrets, en leur obtenant des billets pour visiter la Maison-Blanche. Son recruteur, l'agent spécial adjoint en charge Carol Finnerty, une connaissance de l'université, le juge non qualifié pour le poste.
Pendant ce temps, Cale et sa fille font une visite guidée de la Maison-Blanche. Et alors un homme mystérieux déguisé en concierge fait exploser une bombe dans le Capitole des États-Unis, effondrant la rotonde et forçant Washington à aller en couvre-feu. Finnerty escorte Raphelson jusqu'à un centre de commandement souterrain du Pentagone, tandis que le vice-président Alvin Hammond est reconduit à bord de l'avion présidentiel Air Force One. Dans le même temps, une équipe paramilitaire de mercenaires dirigée par l'ancien agent de la Delta Force et de la CIA, Emil Stenz, s'infiltre dans la Maison Blanche et submerge les services secrets, s'emparant du bâtiment. Le groupe de touristes est pris en otage dans la Blue Room par le nationaliste blanc Carl Killick, mais Cale s'échappe pour rechercher Emily, séparée de lui pendant la tournée. Chef sortant de la sécurité présidentielle, l'agent spécial en charge Martin Walker amène Sawyer au PEOC sous la bibliothèque de la Maison Blanche. À l'intérieur, Walker tue les agents de Sawyer, y compris son collègue agent Ted Hope, se révélant comme le chef de l'attaque, cherchant apparemment à se venger de Sawyer pour son fils servant dans les Marines, Kevin Walker, qui a été tué lors d'une mission bâclée en Iran l'année précédente. Cale tue un mercenaire, prend son arme et sa radio, et sauve le Président des États-Unis James Sawyer après avoir entendu Walker.
Ce dernier fait appel à l'ancien analyste de la NSA, Skip Tyler, pour pirater le système de défense du PEOC, mais oblige Sawyer à activer l'armement nucléaire. Killick surprend Emily en train de filmer les intrus sur son téléphone et la prend en otage. Cale et Sawyer contactent la structure de commandement via un téléphone satellite brouillé dans la résidence, tandis que Finnerty utilise la vidéo YouTube d'Emily pour découvrir l'identité des mercenaires. Cale et Sawyer tentent de s'échapper par un tunnel secret, mais trouvent la sortie truffée d'explosifs. Ils s'échappent dans la limousine présidentielle mais sont poursuivis par Stenz et tombent dans la piscine de la Maison-Blanche. Avec Sawyer et Cale présumés morts dans une explosion, le 25e amendement est invoqué; Hammond est assermenté en tant que président. Cale et Sawyer, toujours en vie, apprennent que Hammond a ordonné une incursion aérienne pour reprendre la Maison- Blanche, mais les mercenaires abattent les hélicoptères Black hawk dépêchés sur place. Apprenant l'identité d'Emily à partir de la vidéo, Stenz la porte à Walker dans le bureau ovale. En piratant le NORAD, Tyler lance un missile à guidage laser sur l'actuel Air Force One de Piketon, Ohio, tuant Hammond et tout le monde à bord. Un Raphelson décontenancé prête serment en tant que président et ordonne une frappe aérienne sur la Maison Blanche.
Sawyer se rend pour sauver Emily. Walker, blâmant l'Iran plutôt que Sawyer pour la mort de Kevin, demande à Sawyer d'utiliser la mallette d'urgence présidentielle pour lancer des missiles nucléaires contre diverses villes iraniennes. Sawyer refuse, tandis que Cale met le feu à plusieurs pièces en guise de diversion. Tyler déclenche par inadvertance les explosifs du tunnel et est vaporisé. Tuant la plupart des mercenaires et libérant les otages avec l'aide du guide touristique Donnie Donaldson, Cale se bat contre Stenz et le fait exploser avec une ceinture de grenade. Sawyer attaque Walker, mais dans le combat, Walker utilise l'empreinte de la main de Sawyer pour activer la mallette d'urgence présidentielle et tire sur Sawyer, à la grande fureur d'Emily. Avant que Walker ne puisse enfin lancer les missiles depuis l'USS Albuquerque, Cale écrase un Chevrolet Suburban renforcé dans le bureau ovale et le tue avec le canon rotatif de la voiture. Emily court à l'extérieur et fait signe aux avions de combat entrants avec un drapeau présidentiel, annulant la frappe aérienne. Sawyer survit grâce à une montre de poche ayant appartenu à Abraham Lincoln qui a arrêté la balle de Walker.
Avec l'aide de Finnerty, Cale se rend compte que Raphelson est celui qui a donné à Walker les codes de lancement, ayant agi à la demande du complexe militaro-industriel corrompu. Croyant que Sawyer est mort et que Cale ne sera jamais crédible, Raphelson est amené à avouer et est alors arrêté pour trahison lorsque Sawyer réapparaît et retire ainsi Raphelson du poste de président. Sawyer nomme Cale comme son nouvel agent spécial et l'amène avec Emily dans une visite aérienne de la ville sur Marine One, à bord de laquelle il apprend que la France, l'Iran, Israël et la Russie ont accepté son accord de paix après avoir appris les événements à la Maison Blanche, appelant à la fin de toutes les guerres.

## Fiche technique
- Titre original et français : White House Down
- Titre québécois : Maison-Blanche en péril
- Réalisation : Roland Emmerich
- Scénario : James Vanderbilt
- Direction artistique : Kirk M. Petruccelli
- Décors : David Gaucher, Jean-Pierre Paquet, Robert Parle, Charlotte Rouleau et Sandi Tanak
- Costumes : Anette Czagany
- Photographie : Anna Foerster
- Son : Eric Lindemann
- Montage : Adam Wolfe
- Musique : Harald Kloser et Thomas Wanker
- Production : Roland Emmerich, Brad Fischer, Larry J. Franco, Laeta Kalogridis, Harald Kloser, Reid Carolin et James Vanderbilt
- Société(s) de production : Centropolis Entertainment, Iron Horse Entertainment et Mythology Entertainment
- Société(s) de distribution :  Columbia Pictures
- Budget : 150 millions de dollars[1]
- Film tourné en juillet 2012 à La Cité Du Cinéma à Montréal, au Québec, au Canada.
- Pays d’origine :  États-Unis
- Langue originale : anglais
- Dialogues VF : Bob Yangasa
- Format : couleur - 35 mm - 2,35:1 - son Dolby numérique
- Genre : Action
- Durée : 131 minutes
- Dates de sortie[2] :
  -  Indonésie : 26 juin 2013
  -  États-Unis : 28 juin 2013
  -  France : 4 septembre 2013
- Film tous publics lors de sa sortie en salles en France.

## Distribution

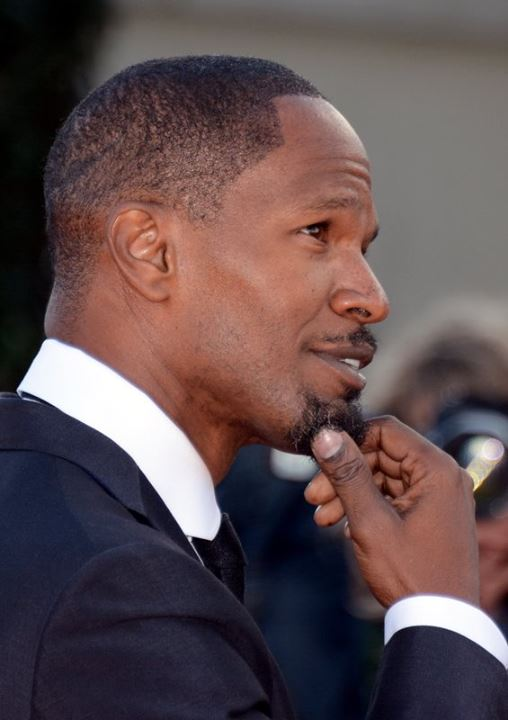
L'acteur Jamie Foxx, venu présenter le film au Festival de Deauville 2013.

- Channing Tatum (VF : Adrien Antoine ; VQ : Frédérik Zacharek) : John Cale, un agent de la police du Capitole
- Jamie Foxx (VF : Jean-Baptiste Anoumon ; VQ : Pierre Auger) : James W. Sawyer, le président des États-Unis
- Maggie Gyllenhaal (VF : Victoria Grosbois ; VQ : Éveline Gélinas) : Carol Finnerty, un agent du Secret Service
- Jason Clarke (VF : Axel Kiener ; VQ : François Trudel) : Emil Stenz
- Richard Jenkins (VF : Michel Derain ; VQ : Jean-Marie Moncelet) : Eli Raphelson, le président de la Chambre des représentants (puis président)
- Joey King (VF : Alice Orsat ; VQ : Noor Barrere) : Emily Cale
- James Woods (VF : Dominique Collignon-Maurin ; VQ : Jean-Luc Montminy) : Martin Walker, chef du Secret Service
- Nicolas Wright (VF : Sébastien Desjours ; VQ : Philippe Martin) : Donnie Donaldson, le guide
- Jimmi Simpson (VF : Tanguy Goasdoué ; VQ : Nicolas Charbonneaux-Collombet) : Skip Tyler
- Michael Murphy (VF : Michel Paulin ; VQ : Denis Mercier) : le vice-président Alvin Hammond (puis président)
- Rachelle Lefèvre (VF : Barbara Kelsch ; VQ : Mélanie Laberge) : Melanie Cale, l'ex-épouse de John Cale
- Lance Reddick (VF : Thierry Desroses ; VQ : Sylvain Hétu) : le général Caulfield
- Matt Craven (VF : Jean-Pol Brissart ; VQ : Frédéric Desager) : l'agent Kellerman
- Jake Weber (VF : Michel Dodane ; VQ : Gilbert Lachance) : l'agent Ted Hope
- Peter Jacobson (VF : Patrick Osmond ; VQ : Denis Gravereaux) : Wallace, chef d'état-major du vice-président
- Barbara Williams (VF : Anne Canovas ; VQ : Hélène Mondoux) : Muriel Walker
- Kevin Rankin (VF : Loïc Houdré ; VQ : Daniel Picard) : Carl Killick
- Garcelle Beauvais (VQ : Nathalie Coupal) : Alison Sawyer, la Première dame
- Falk Hentschel (VF : Patrice Baudrier ; VQ : Guillaume Champoux) : Motts
- Romano Orzari (VF : Laurent Maurel ; VQ : Alexandre Fortin) : Mulcahy
- Jackie Geary (VF : Lydia Cherton ; VQ : Marika Lhoumeau) : Jenna Bydwell, adjoint au vice-président
- Vincent Leclerc (VF : Yann Guillemot ; VQ : lui-même) : l'agent Todd
- Peter Miller : un commandant NORAD [3] Voir fiche Peter Miller sur IMDB.
- Andrew Simms (en) : Roger Skinner
- Andreas Apergis : Ritter
- Lee Villeneuve : Chen
- Patrick Sabongui (en) : Bobby
- Anthony Lemke (VF : Valentin Merlet) : le capitaine Hutton, un analyste du Pentagone
- Kyle Gatehouse : Conrad Cern
- Faber Dewar (VF : Yann Guillemot) : le colonel Cameron
- Todd van der Heyden (VF : Pierre Tessier) : Jack Freeman
- Chad Connell (en) : Gabriel Byrnes
- Richard Bradshaw (VF : Yann Guillemot) : le commandant de l'US Navy

 Source et légende : version française (VF) sur RS Doublage, AlloDoublage et Voxofilm
 Source et légende : version québécoise (VQ) sur Doublage.qc.ca

## Bande originale
Sauf indication contraire, les informations mentionnées dans cette section peuvent être confirmées par la base de données cinématographiques IMDb,  présente dans la section « Liens externes ».
- Spanish Flea (en) par Herb Alpert et le Tijuana Brass.
- Chevy Knights par He Met Her (en).
- For He's a Jolly Good Fellow.
- Symphonie nº 5 de Ludwig van Beethoven.
- Symphonie nº 7 de Ludwig van Beethoven.
- Concerto pour piano n° 3 de Ludwig van Beethoven.
- Street Fighting Man par The Rolling Stones de 1968.

Musiques non mentionnées dans le générique
Par Harald Kloser et Thomas Wanker :
- White House Down Opening Theme, durée : 4 min 51 s.
- Birdfeeder, durée : 1 min 25 s.
- Arrival At The White House, durée : 1 min 44 s.
- Give Me A Chance, durée : 1 min 56 s.
- Let's Go, durée : 3 min 45 s.
- Elevator Chase, durée : 2 min 8 s.
- Work To Do, durée : 1 min 9 s.
- Satellite Phone, durée : 1 min 38 s.
- Fighting Vadim, durée : 1 min 28 s.
- Emily Is On TV, durée : 1 min 44 s.
- Dumbwaiter, durée : 1 min 29 s.
- Facial Recognition, durée : 1 min 48 s.
- Daughters & Finnerty's Plan, durée : 2 min 26 s.
- Which Direction, durée : 2 min 23 s.
- Cale's On The Roof, durée : 47 s.
- We Are A Go, durée : 1 min 6 s.
- Ground Impact Confirmed, durée : 2 min 26 s.
- You Have 8 Minutes, durée : 1 min 16 s.
- After The Fire, durée : 1 min 27 s.
- Gonna Shoot Me?, durée : 1 min 52 s.
- Two Minutes To Target, durée : 1 min 29 s.
- White House Down End Theme, durée : 2 min 52 s.

## Distinctions

### Nominations
- Festival du cinéma américain de Deauville 2013 : hors compétition, sélection « Premières »
- Washington D.C. Area Film Critics Association Awards 2013 :
  - The Joe Barber Award for Best Portrayal of Washington DC

## Analyse